# Patrick Hivon
Pour les articles homonymes, voir Hivon.
Patrick Hivon, né le 5 juillet 1975 à Montréal, est un acteur québécois.

## Biographie
Patrick Hivon étudie à l'École nationale de théâtre du Canada, dont il est diplômé en 2000. La série Lance et compte le fait connaître du grand public.
En 2019, il joue Karim, le frère dans le film La Femme de mon frère de Monia Chokri qui remporte le coup de cœur du jury Un certain regard au Festival de Cannes.

## Filmographie
Sauf indication contraire, les informations mentionnées dans cette section peuvent être confirmées par la base de données cinématographiques IMDb,  présente dans la section « Liens externes ».

### Cinéma
- 2010 : À l'origine d'un cri : le fils
- 2014 : L'Ange gardien : Guylain
- 2015 : Ville-Marie de Guy Édoin : Pierre Pascal
- 2016 : Les Mauvaises Herbes de Louis Bélanger : Alexandre Boulerice
- 2016 : Le Fils de Jean de Philippe Lioret : Ben
- 2017 : Les Affamés : coureur automobile
- 2019 : La Femme de mon frère de Monia Chokri : Karim
- 2019 : Merci pour tout de Louise Archambault : Olivier
- 2019 : Mont Foster de Louis Godbout : Mathieu
- 2019 : Restless River de Marie-Hélène Cousineau et Madeline Ivalu : M. Beaulieu
- 2022 : Babysitter de Monia Chokri : Cédric
- 2023 : Vampire humaniste cherche suicidaire consentant de Ariane Louis-Seize
- 2025 : Amour apocalypse d'Anne Émond : Adam

### Télévision
- 2000 : Deux frères (2 épisodes) : Danny
- 2002 : Lance et compte : Nouvelle Génération (1 épisode : Danny Bouchard
- 2002 : Histoires de filles : Patrick Jolicoeur
- 2002 : Samuel : Sébastien
- 2002 : Tribu.com : Daniel
- 2003 : Les Aventures tumultueuses de Jack Carter : Jean-Philippe
- 2003 : Chartrand et Simonne : J.-P. Cantin
- 2003 : Un destin, une histoire : Jules Fournier
- 2004 : Lance et compte : La Reconquête : Danny Bouchard
- 2004 : Temps dur (3 épisodes) : Lulu Gagné
- 2004-2007 : Rumeurs : David Fortin
- 2005 : Providence : Maxime Bélanger
- 2008 : Une grenade avec ça ? : Tristan Lamoureux
- 2008 : À vos marteaux : Danny Bouchard
- 2011 : 30 vies : Maxime Fortin
- 2013 : Trauma (1 épisode) : Marc-André Dubé
- 2014 : Nouvelle Adresse (4 épisodes) : Olivier Lapointe
- 2014 : Vertige : Laurent Duguay
- 2015 : Karl et Max : Greg Nesterenko
- 2016 : L'Échappée : David Lelièvre[3]
- 2017-2020 : Faits divers (saisons 1 à 4) : Sylvain Lauzon
- 2019 : La Faille : Bruno Lamontagne
- 2022-2023 : L'Œil du cyclone (saisons 1 et 2) : Jean-François
- 2022 : La Nuit où Laurier Gaudreault s'est réveillé : Julien Larouche
- 2023 : Désobéir : Le choix de Chantale Daigle : Maître David Thomas
- 2023 : Détective Surprenant : La fille aux yeux de pierre : Détective Surprenant[4]